# Nototriton
Nototriton é um género de anfíbios caudados pertencente à família Plethodontidae.

## Espécies
- Nototriton abscondens
- Nototriton barbouri
- Nototriton brodiei
- Nototriton gamezi
- Nototriton guanacaste
- Nototriton lignicola
- Nototriton limnospectator
- Nototriton major
- Nototriton picadoi
- Nototriton richardi
- Nototriton saslaya
- Nototriton stuarti
- Nototriton tapanti